# TT Isla de Man de 1970
El TT Isla de Man de 1970 fue la cuarta prueba de la temporada 1970 del Campeonato Mundial de Motociclismo. El Gran Premio se disputó del 6 al 12 de junio de 1970 (el 6, la carrera de "Production"; el 8, la de 250 cc y sidecar 750; el 10, la de 350cc y sidecar 500 y el 12, la de 125 y 500cc).
Esta edición registró numerosas muertes (seis en total). La más relevancia la del español Santiago Herrero. Herrero, que encabezaba
la clasificación del Campeonato Mundial de la categoría de 250cc, chocó con el corredor británico Stan Wood, mientras luchaba enconadamente por obtener el segundo puesto de la prueba.

## Resultados Senior 500cc
En la carrera de Senior TT, Giacomo Agostini (MV Agusta) se convirtió en el primero en la historia en ganar tanto el Junior TT como el Senior TT durante tres años consecutivos. Peter Williams quedó en segundo lugar y Bill Smith (Kawasaki) se convirtió en tercero. No fue fácil para Agostini, ya que su MV Agusta 500 3C solo corría con dos cilindros. John Wetherall murió fatalmente durante esta carrera, mientras que Alan Barnett (caído sobre el asfalto en Doran's Bend), Barry Randle y Brian Steenson fueron llevados al hospital. Steenson murió cinco días después.
| Pos.    | Piloto           | Equipo           | Tiempo    | Pts. |     |
| ------- | ---------------- | ---------------- | --------- | ---- | --- |
| 1       | Giacomo Agostini | MV Agusta        | 2:13.47.6 | 15   |     |
| 2       | Peter Williams   | Matchless        | 2:18.57.0 | 12   |     |
| 3       | Bill Smith       | Kawasaki         | 2:21.07.6 | 10   |     |
| 4       | Jack Findlay     | Seeley-Matchless | 2:21.31.4 | 8    |     |
| 5       | John Williams    | Matchless        | 2:24.13.6 | 6    |     |
| 6       | Tony Jefferies   | Matchless        | 2:24.49.2 | 5    |     |
| 7       | Selwyn Griffiths | Matchless        | 2:25.13.6 | 4    |     |
| 8       | Brian Adams      | Norton           | 2:25.14.0 | 3    |     |
| 9       | Vincent Duckett  | Seeley-Matchless | 2:26.23.6 | 2    |     |
| 10      | Steve Spencer    | Norton           | 2:26.41.2 | 1    |     |
| 11      | Keith Heckles    | Norton           | 2:27:44,8 |      |     |
| 12      | George Fogarty   | Shepherd         | 2:28:09,4 |      |     |
| 13      | Ken Tilley       | Norton           | 2:29:08,8 |      |     |
| 14      | Alan Lawton      | Norton           | 2:29:37,4 |      |     |
| 15      | Norman Price     | Norton           | 2:31:34,2 |      |     |
| 16      | Peter Gibson     | Seeley           | 2:31:44,4 |      |     |
| 17      | Peter Darvill    | Highley-Seeley   | 2:32:02,2 |      |     |
| 18      | Bob Biscardine   | Norton           | 2:32:38,0 |      |     |
| 19      | Geoff Barry      | Oakley-Matchless | 2:33:04,6 |      |     |
| 20      | John Barton      | Triumph          | 2:33:39,6 |      |     |
| 21      | Gordon Keith     | Velocette        | 2:34:22,0 |      |     |
| 22      | Don Grant        | Norton           | 2:34:27,4 |      |     |
| 23      | Brian Moses      | Norton           | 2:34:37,8 |      |     |
| 24      | Dave Foulkes     | Norton           | 2:34:59,2 |      |     |
| 25      | Brian Edwards    | Kettle-Norton    | 2:35:51,0 |      |     |
| 26      | Brian Swales     | Norton           | 2:36:06,0 |      |     |
| 27      | Gordon Daniels   | Matchless        | 2:36:44,2 |      |     |
| 28      | Ken Kay          | Aermacchi        | 2:37:26,8 |      |     |
| 29      | Graham Sharp     | Petty-Norton     | 2:38:07,0 |      |     |
| 30      | Don Harris       | Norton           | 2:38:42,4 |      |     |
| 31      | Ron Baylie       | Triumph          | 2:39:04,4 |      |     |
| 32      | John Pepper      | Norton           | 2:40:16,2 |      |     |
| 33      | Len Williams     | Aermacchi        | 2:41:14,4 |      |     |
| 34      | Chris Neve       | Seeley           | 2:41:54,4 |      |     |
| 35      | Roy Reid         | Norton           | 2:42:13,2 |      |     |
| 36      | Roger Fursman    | Norton           | 2:43:05,2 |      |     |
| 37      | Dennis Trollope  | Norton           | 2:44:07,8 |      |     |
| 38      | Carl Ward        | Norton           | 2:44:32,2 |      |     |
| 39      | Billy Andersson  | Matchless        | 2:45:10,4 |      |     |
| 40      | Mick Potter      | Métisse          | 2:53:36,2 |      |     |
| 41      | Graham Penny     | Honda            | 2:58:23,0 |      |     |
| Ret     | Brian Steenson   | Seeley-Matchless | Ret       | (†)  | (†) |
| Ret     | John Wetherall   | Norton           | Ret       | (†)  | (†) |
| Ret     | Tommy Robb       | Seeley           | Ret       |      |     |
| Ret     | John Cooper      | Seeley           | Ret       |      |     |
| Ret     | Mick Grant       | Velocette        | Ret       |      |     |
| Ret     | Bo Granath       | Husqvarna        | Ret       |      |     |
| Ret     | Alan Barnett     | Seeley           | Ret       |      |     |
| Ret     | Malcolm Uphill   | Suzuki           | Ret       |      |     |
| Ret     | Martin Carney    | Kawasaki         | Ret       |      |     |
| Fuente: |                  |                  |           |      |     |

## Resultados Junior 350cc
En el Junior TT, Giacomo Agostini realizó inmediatamente la vuelta más rápida del día, y esa fue la primera de una carrera siempre al alza. Después de una vuelta, ya tenía una ventaja de 1 minuto y 10 segundos sobre Kel Carruthers (Benelli). Tanto él como Renzo Pasolini no estuvieron en su mejor nivel al tener problemas de salud. Alan Barnett por lo tanto terminó en segundo lugar y Paul Smart (Yamaha TR 2) acabó en el tercero.
| Pos. | Piloto              | Moto              | Tiempo    | Pts. |
| ---- | ------------------- | ----------------- | --------- | ---- |
| 1    | Giacomo Agostini    | MV Agusta         | 2:13:28,6 | 15   |
| 2    | Alan Barnett        | Aermacchi         | 2:18:23,8 | 12   |
| 3    | Paul Smart          | Yamaha            | 2:20:08,8 | 10   |
| 4    | Malcolm Uphill      | Yamaha            | 2:22;10.0 | 8    |
| 5    | Tony Rutter         | Yamaha            | 2:23:36,0 | 6    |
| 6    | Peter Berwick       | Aermacchi         | 2:25:34,2 | 5    |
| 7    | Ray Pickrell        | Aermacchi         | 2:28:30,6 | 4    |
| 8    | Robin Duffty        | Aermacchi         | 2:28:37,8 | 3    |
| 9    | Tommy Robb          | Yamaha            | 2:29:24,6 | 2    |
| 10   | John Trevor Findlay | Norton            | 2:29:34,0 | 1    |
| 11   | Brian Adams         | Norton            | 2:29:54,0 |      |
| 12   | Terry Grotefeld     | Yamaha            | 2:30:17,2 |      |
| 13   | Bo Granath          | Yamaha            | 2:30:22,4 |      |
| 14   | Gerry Mateer        | Aermacchi         | 2:30:48,2 |      |
| 15   | Pete Leahy          | Chat-Yamaha       | 2:30:49,4 |      |
| 16   | Bill Smith          | Yamaha            | 2:31:18,0 |      |
| 17   | Derek Lee           | AJS               | 2:31:43,4 |      |
| 18   | Mick Grant          | Lee-Yamaha        | 2:32:20,0 |      |
| 19   | Tom Dickie          | Kuhn-Seeley       | 2:32:37,4 |      |
| 20   | Vincent Duckett     | Aermacchi         | 2:32:41,0 |      |
| 21   | Selwyn Griffiths    | Cowles-AJS        | 2:33:36,4 |      |
| 22   | Norman Price        | Norton            | 2:33:44,8 |      |
| 23   | Geoff Barry         | Oakley-AJS        | 2:34:49,6 |      |
| 24   | Malcolm Moffat      | AJS               | 2:34:55,8 |      |
| 25   | Pat Mahoney         | Kuhn-Seeley       | 2:35:22,0 |      |
| 26   | Brian Moses         | Aermacchi         | 2:36:08,8 |      |
| 27   | Alan Lawton         | Norton            | 2:36:32,6 |      |
| 28   | Tom Armstrong       | Aermacchi         | 2:36:48,8 |      |
| 29   | Len Williams        | Aermacchi         | 2:36:50,2 |      |
| 30   | Gordon Daniels      | AJS               | 2:37:22,0 |      |
| 31   | Peter Darvill       | Highley-Aermacchi | 2:37:42,2 |      |
| 32   | Jack Black          | Yamaha            | 2:37:45,4 |      |
| 33   | Dave Foulkes        | Seeley            | 2:37:49,2 |      |
| 34   | Charlie Dobson      | Drixton-Aermacchi | 2:39:25,0 |      |
| 35   | Graham Sharp        | Aermacchi         | 2:39:40,8 |      |
| 36   | Don Grant           | Norton            | 2:40:11,0 |      |
| 37   | Walter Baxter       | AJS               | 2:42:43,2 |      |
| 38   | Werner Pfirter      | Yamaha            | 2:44:22,6 |      |
| 39   | Roger Fursman       | Norton            | 2:45:18,0 |      |
| 40   | John Hudson         | Yamaha            | 2:48:21,6 |      |
| Ret  | Renzo Pasolini      | Benelli           | Ret       |      |
| Ret  | Kel Carruthers      | Benelli           | Ret       |      |
| Ret  | Peter Williams      | Arter-AJS         | Ret       |      |
| Ret  | Jack Findlay        | Beart-Aermacchi   | Ret       |      |
| Ret  | Brian Steenson      | Seeley            | Ret       |      |
| Ret  | Derek Woodman       | Seeley            | Ret       |      |
| Ret  | Barry Ditchburn     | Aermacchi         | Ret       |      |
| Ret  | Tony Jefferies      | Chat Yamaha       | Ret       |      |
| Ret  | Chas Mortimer       | Broad-Yamaha      | Ret       |      |
| Ret  | Dieter Braun        | MZ                | Ret       |      |
| Ret  | John Cooper         | Yamsel            | Ret       |      |
| Ret  | Tom Herron          | Yamaha            | Ret       |      |
| Ret  | Rodney Gould        | Yamaha            | Ret       |      |
| Ret  | John Williams       | Arter-AJS         | Ret       |      |
| Ret  | Alex George         | Yamaha            | Ret       |      |
| Ret  | Derek Chatterton    | Yamaha            | Ret       |      |
| Ret  | Martin Carney       | Kawasaki          | Ret       |      |

## Resultados Lightweight 250cc
El Lightweight 250 cc TT, Kel Carruthers (Yamaha TD 2) inmediatamente toma la iniciativa y ya no lo dejó. Rodney Gould (Yamaha TD 2) fue segundo y Günter Bartusch, tercero. Ambos se aprovecharon del accidente y abandono de Santiago Herrero (Ossa) y Stan Wood.
| Pos. | Piloto             | Moto             | Tiempo    | Pts. |     |
| ---- | ------------------ | ---------------- | --------- | ---- | --- |
| 1    | Kel Carruthers     | Yamaha           | 2:21.19.2 | 15   |     |
| 2    | Rodney Gould       | Yamaha           | 2:24.54.0 | 12   |     |
| 3    | Günter Bartusch    | MZ               | 2:26.58.0 | 10   |     |
| 4    | Chas Mortimer      | Yamaha           | 2:27.44.2 | 8    |     |
| 5    | Peter Berwick      | Suzuki           | 2:27.46.0 | 6    |     |
| 6    | Alex George        | Yamaha           | 2:28.35.8 | 5    |     |
| 7    | Ian Richards       | Yamaha           | 2:28.53.6 | 4    |     |
| 8    | Börje Jansson      | Yamaha           | 2:29.59.6 | 3    |     |
| 9    | Tony Smith         | Yamaha           | 2:30.12.2 | 2    |     |
| 10   | Bill Smith         | Yamaha           | 2:30.36.2 | 1    |     |
| 11   | Derek Chatterton   | Yamaha           |           |      |     |
| 13   | Tom Herron         | Yamaha           |           |      |     |
| 14   | Jack Findlay       | Dugdale Yamaha   |           |      |     |
| 15   | Bosse Granath      | Dugdale Yamaha   |           |      |     |
| 17   | Billy Guthrie      | Dugdale Yamaha   |           |      |     |
| 22   | Werner Pfirter     | Yamaha           |           |      |     |
| 24   | Billie Nelson      | Doncaster Yamaha |           |      |     |
| 33   | Tommy Robb         | Shepherd         |           |      |     |
| Ret  | Santiago Herrero   | OSSA             | Ret       | (†)  | (†) |
| Ret  | Tony Rutter        | Yamaha           | Ret       |      |     |
| Ret  | Dieter Braun       | MZ               | Ret       |      |     |
| Ret  | Paul Smart         | Yamaha           | Ret       |      |     |
| Ret  | Malcolm Uphill     | Crooks Suzuki    | Ret       |      |     |
| Ret  | Hans-Otto Butenuth | Honda            | Ret       |      |     |
| Ret  | John Cooper        | PadgettYamaha    | Ret       |      |     |
| Ret  | Ray Pickrell       | Honda            | Ret       |      |     |
| Ret  | Stan Woods         | Yamaha           | Ret       |      |     |

### Lightweight 125 cc TT
Dieter Braun ganó esta carrera con la antigua Suzuki RT 67. Dave Simmonds inicialmente tomó la delantera, pero su Kawasaki se detuvo en la segunda vuelta. Börje Jansson fue segundo con una Maico de fábrica. Günter Bartusch tenía una nueva MZ de dos cilindros, con el cual escaló a la tercera posición. Los primeros tres pilotos corrieron su carrera debut en la Isla de Man.
| Pos. | Corredor            | Moto           | Tiempo    | Pts. |
| ---- | ------------------- | -------------- | --------- | ---- |
| 1    | Dieter Braun        | Suzuki         | 1:16.05.0 | 15   |
| 2    | Börje Jansson       | Maico          | 1:18.24.4 | 12   |
| 3    | Günter Bartusch     | MZ             | 1:19.02.8 | 10   |
| 4    | Steve Murray        | Honda          | 1:20.14.6 | 8    |
| 5    | Fred Launchbury     | Bultaco        | 1:20.37.8 | 6    |
| 6    | Jim Curry           | Honda          | 1:20.52.0 | 5    |
| 7    | Tommy Robb          | Maico          | 1.23.08.8 | 4    |
| 8    | John Kiddie         | Honda          | 1.23.34.8 | 3    |
| 9    | Barrie Dickinson    | Honda          | 1.24.27.0 | 2    |
| 10   | Ken Armstrong       | Honda          | 1.25.45.2 | 1    |
| 11   | Tom Loughridge      | Honda          | 1:26:40,2 |      |
| 12   | Derek Chatterton    | Yamaha         | 1:26:40,8 |      |
| 13   | John Hudson         | Honda          | 1:27:13,4 |      |
| 14   | Bob Ware            | Bultaco        | 1:27:44,8 |      |
| 15   | Nev Watts           | Honda          | 1:27:48,4 |      |
| 16   | Bill Barker         | Honda          | 1:28:07,0 |      |
| 17   | George Plenderleith | Honda          | 1:28:18,8 |      |
| 18   | Andy Blueman        | Bultaco        | 1:28:50,0 |      |
| 19   | Ralph Hackett       | Honda          | 1:29:13,6 |      |
| 20   | Austin Hockley      | Granby-Yamaha  | 1:29:23,0 |      |
| 21   | Mick Chatterton     | Padgett-Yamaha | 1:31:54,0 |      |
| 22   | Brian Kaye          | Honda          | 1:34:10,8 |      |
| 23   | Dennis Trollope     | Ducati         | 1:35:19,0 |      |
| 24   | John Lawley         | Bultaco        | 1:41:50,0 |      |
| 25   | Harold Cosgrove     | Maico          | 1:42:07,0 |      |
| 26   | Carl Ward           | Maico          |           |      |
| Ret  | Dave Simmonds       | Kawasaki       | Ret       |      |
| Ret  | Jan Kostwinder      | Yamaha         | Ret       |      |
| Ret  | Alex George         | Bultaco        | Ret       |      |
| Ret  | Chas Mortimer       | Padgett-Yamaha | Ret       |      |
| Ret  | Les Iles            | Bultaco        | Ret       | (†)  |